# Vejdovskyella intermedia
Vejdovskyella intermedia is een ringworm uit de familie van de Naididae. De wetenschappelijke naam van de soort is voor het eerst geldig gepubliceerd in 1896 door Bretscher.